# Wetterbygden Stars
El Wetterbygden Stars es un equipo de baloncesto profesional de la ciudad de Huskvarna, que milita en la Basketligan, la máxima categoría del baloncesto sueco. Disputa sus partidos en el Huskvarna Sporthall, con capacidad para 300 espectadores.

## Historia
El Wetterbygden Stars pertenece al club sueco del Sanda Basketbollklubb. Fue fundado en 1981, y ha estado jugando en categorías inferiores hasta que en 2015 ascendió a la BasketEttan, el tercer nivel del baloncesto sueco. Tras dos temporadas en la categoría, en 2017 ascendieron al segundo nivel, la SuperEttan, y esa primera temporada acabaron en la segunda posición de la liga, solo superado por el Köping Stars, logrando ambos equipos el ascenso a la Basketligan, la máxima categoría.

## Trayectoria
| Temporada | Nivel | Liga        | Posición | Play-Offs          |
| --------- | ----- | ----------- | -------- | ------------------ |
| 2015-16   | 3     | BasketEttan | 10º      |                    |
| 2016-17   | 3     | BasketEttan | 4º       |                    |
| 2017-18   | 2     | SuperEttan  | 2º       | AsciendeSubcampeón |
| 2018–19   | 1     | Basketligan | 7º       | Cuartos de final   |